# Esposende
Esposende és un municipi portuguès, situat al districte de Braga, a la regió del Nord i a la Subregió del Cávado. L'any 2001 tenia 35.148 habitants. Es divideix en 15 freguesies. Limita al nord amb Viana do Castelo, a l'est amb Barcelos, al sud amb Póvoa de Varzim i a l'oest amb l'oceà Atlàntic.
| Població del concelho d'Esposende (1801 – 2004) | Població del concelho d'Esposende (1801 – 2004) | Població del concelho d'Esposende (1801 – 2004) | Població del concelho d'Esposende (1801 – 2004) | Població del concelho d'Esposende (1801 – 2004) | Població del concelho d'Esposende (1801 – 2004) | Població del concelho d'Esposende (1801 – 2004) | Població del concelho d'Esposende (1801 – 2004) | Població del concelho d'Esposende (1801 – 2004) |
| ----------------------------------------------- | ----------------------------------------------- | ----------------------------------------------- | ----------------------------------------------- | ----------------------------------------------- | ----------------------------------------------- | ----------------------------------------------- | ----------------------------------------------- | ----------------------------------------------- |
| 1801                                            | 1849                                            | 1900                                            | 1930                                            | 1960                                            | 1981                                            | 1991                                            | 2001                                            | 2004                                            |
| 4157                                            | 12545                                           | 15161                                           | 19452                                           | 23966                                           | 28652                                           | 30101                                           | 33325                                           | 34625                                           |

## Freguesies
- Antas (Esposende)
- Apúlia (Esposende)
- Belinho (Esposende)
- Curvos (Esposende)
- Esposende (Esposende)
- Fão (Esposende)
- Fonte Boa (Esposende)
- Forjães (Esposende)
- Gandra (Esposende)
- Gemeses (Esposende)
- Mar (Esposende)
- Marinhas (Esposende)
- Palmeira de Faro (Esposende)
- Rio Tinto (Esposende)
- Vila Chã (Esposende)